# 庞参
庞参（？—136年），字仲达，河南郡缑氏（今河南省偃师南）人，東漢政治人物。
庞参开始在郡中做官，拜左校令，后来因罪入狱。安帝永初元年（107年），凉州先零羌反汉，邓骘讨伐，邓太后在刑徒之中提拔庞参，使他西督三辅诸军屯。永初二年（108年）主議放棄涼州，唯虞詡力諫，故朝廷沒有採納。永初四年（110年）上奏请放弃西域，朝廷没有采纳。
后来朝廷拜庞参为汉阳郡太守。郡人任棠有奇节，隐居教授学徒。庞参到任，先去拜访他。任棠不和他说话，只把薤一大棵、一盂水放在户屏之前，自己抱着孙子伏在户下。主簿报告，认为任棠倨傲。庞参想了一下他的用意，过了好久便说:“任棠是想告诉太守：水，是想我清白。拔一大棵薤，想我打击强宗。抱儿当户，想我开门怜惜孤儿。”于是叹息而回。庞参在职时，抑强助弱，用惠政赢得民心。这是拔薤诛茅的典故。
元初元年（114年），改任护羌校尉，次年在北地郡征羌人，称病率兵回军，被捕入狱。因为马融奏请免罪。后来担任辽东郡太守，迁任度辽将军。永建四年（129年），担任太尉，录尚书事。阳嘉二年（133年），他的妻子嫉恨前妻之子，把他溺杀在井中，洛阳令弹劾他的罪状，因为灾异罢免。阳嘉四年（135年），再为太尉。永和元年（136年），因为久病罢免，在家中去世。

## 延伸阅读
[在维基数据编辑]
 《後漢書·卷51》，出自范晔《後漢書》
 《東觀漢記》